# Hernán Lorenzino

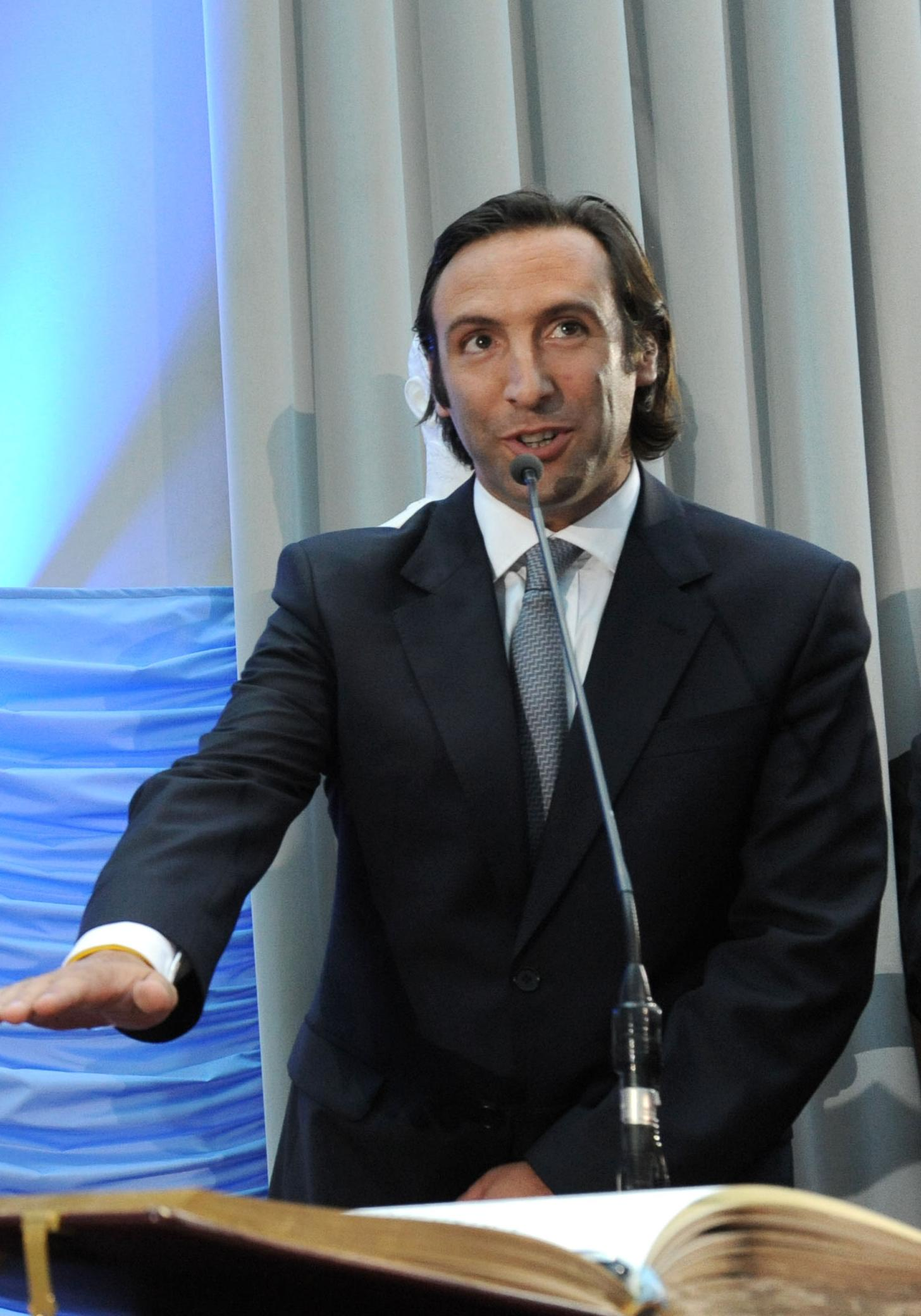
Hernán Lorenzino (2011)

Hernán Lorenzino (* 5. März 1972 in La Plata) ist ein argentinischer Politiker der Peronistischen Partei.

## Leben
Lorenzino studierte an der Universidad Nacional de La Plata Rechtswissenschaften und Finanzwesen. Vom 25. April 2008 bis zum 10. Dezember 2011 war Lorenzino Staatssekretär im Finanzministerium von Argentinien. Vom 10. Dezember 2011 bis zum 20. November 2013 war Lorenzino als Nachfolger von Amado Boudou Wirtschaftsminister im Kabinett von Cristina Fernández de Kirchner. Lorenzino ist verheiratet.